# Клаусова, Ливия

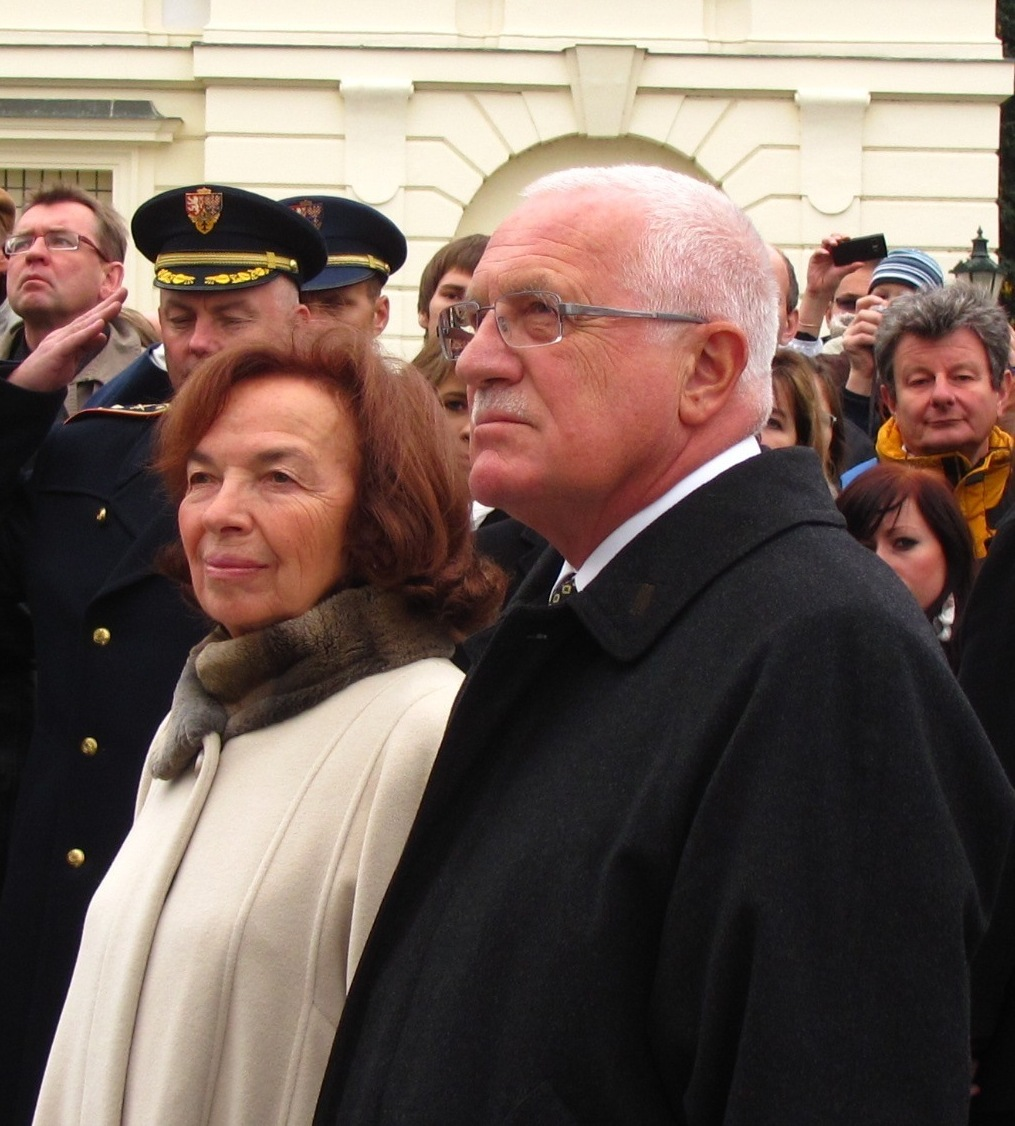
Вацлав Клаус и Ливия Клаусова в 2011 г.

Ливия Клаусова (урождённая — Миштинова) (чеш. Livia Klausová; 10 ноября 1943, Братислава, Словацкая республика) — чешский политик, дипломат, экономист, супруга президента Чехии Вацлава Клауса, первая леди Чехии с 7 марта 2003 по 7 марта 2013 года.

## Биография
Словацкого происхождения.
Окончила в 1966 году факультет бизнеса, отделение внешней торговли Высшей школы экономики (ныне Экономический университет) в Праге. В 1969 г. — Институт Европы, в Амстердаме. В 1988 году получила аттестат Зальцбургской семинарии. В 1990 году стала кандидатом экономических наук.
В 1967—1993 годах работала в Департаменте экономики Чехословацкой академии наук, где занималась, среди прочего, международными финансами. В 1994—2000 годах — исполнительный секретарь Чешской ассоциации экономистов. Входила в состав наблюдательных советов нескольких государственных и частных компаний.
С 2013 по 2018 год работала послом Чехии в Словакии.
В 1968 году вышла замуж за Вацлава Клауса, в их семье родились двое сыновей и пятеро внуков.
Поддерживала волонтерскую деятельность и призывала других помогать детям, инвалидам и пожилым людям. С самого начала существования Регистра доноров костного мозга является его почётным покровителем.
В 1992—1997 годах её муж занимал пост премьер-министра Чехии, а с 7 марта 2003 по 7 марта 2013 года — президента страны.